# Dream Ami
Dream Ami（ドリーム アミ、1988年5月11日 - ）は、日本の歌手、ダンサー。Dream、E-girlsの元メンバー。
大阪府箕面市出身。LDH JAPAN所属。身長164cm。血液型B型。当初は本名で活動。LDHに所属した2008年からはAmi名義を使用。ソロ活動時およびソロ活動専念以降はDream Ami名義を使用。

## 略歴
キャレスボーカル&ダンススクールに通っていた。
2002年7月7日、オーディションを経て、dream（Dream）に加入。
2011年4月、E-girlsとしても始動。
2015年7月29日、ソロデビュー。
2017年6月5日、ソロ活動に専念することを発表。同年7月16日の『E-girls LIVE 2017 〜E.G. EVOLUTION〜』が、DreamおよびE-girlsとして最後の活動となった。
2020年11月8日、YouTubeに公式チャンネル「AMILOG」を開設。
2023年2月、ライフスタイルブランド「Vintry」（ヴィントリー）を立ち上げた。同年8月に販売元会社の企業買収により、販売を停止、ブランド自体も休止することになったが、2024年7月に再開した。

## 人物
- 金髪がトレードマーク。自身が在籍するグループDreamの所属事務所がLDHへ移籍となった2008年に[1]、イメージチェンジを図ったことがきっかけだったという[17]。2021年10月に金髪卒業を宣言している[18]。

### 家族
- 兄が1人、姉が1人いる[19]。
- 2020年2月22日、建築家の半田悠人と結婚[20]。2人は同い年で、3年の交際期間を経て結婚に至った[20]。半田はかつてリアリティ番組『テラスハウス』に出演していたことで知られている[20]。
- 2022年9月5日、第1子男児の出産を報告。この日まで妊娠を公にしないでいた[21]。

## 作品
順位はオリコン週間ランキングの最高位

### シングル
|   | 発売日         | タイトル                    | 順位 |
| - | -------------- | --------------------------- | ---- |
| 1 | 2015年7月29日  | ドレスを脱いだシンデレラ    | 5位  |
| 2 | 2016年4月20日  | トライ・エヴリシング        | 6位  |
| 3 | 2016年10月19日 | Lovefool -好きだって言って- | 9位  |
| 4 | 2017年3月22日  | はやく逢いたい              | 7位  |
| 5 | 2017年7月12日  | 君のとなり                  | 5位  |
| 6 | 2018年4月18日  | アマハル                    | 12位 |
| 7 | 2018年10月24日 | Wonderland                  | 27位 |
| 8 | 2019年3月13日  | Good Goodbye                | 36位 |

### 配信シングル
| 発売日        | タイトル                            |
| ------------- | ----------------------------------- |
| 2017年5月3日  | はやく逢いたい (Acoustic version)   |
| 2016年8月24日 | トライ・エヴリシング（Y&Co. Remix） |
| 2019年1月30日 | Good Goodbye                        |
| 2019年9月17日 | 恋のつぼみ                          |
| 2021年2月22日 | Wonderful World                     |
| 2023年9月6日  | Love & Laugh                        |

### アルバム
|   | 発売日        | タイトル  | 順位 |
| - | ------------- | --------- | ---- |
| 1 | 2017年10月4日 | Re: Dream | 8位  |

### 参加作品
| 発売日         | 曲名                                                               | 収録作品                                                     |
| -------------- | ------------------------------------------------------------------ | ------------------------------------------------------------ |
| 2013年9月18日  | FREE FREE!! feat. HAN-KUN & Ami（Dream / E-girls）                 | SPICY CHOCOLATE『渋谷 RAGGA SWEET COLLECTION 3』             |
| 2015年9月16日  | POSITIVE feat. Dream Ami                                           | tofubeats『POSITIVE』                                        |
| 2016年1月20日  | POSITIVE feat. Dream Ami - 中田ヤスタカ(CAPSULE) REMIX             | tofubeats『POSITIVE REMIXES』                                |
| 2016年4月20日  | トライ・エヴリシング（シングルとは別バージョン）                   | V.A.『ズートピア オリジナル・サウンドトラック』              |
| 2016年4月20日  | トライ・エヴリシング（ズーラシアン・フィルハーモニー・バージョン） | V.A.『ズートピア オリジナル・サウンドトラック』              |
| 2017年10月25日 | 輝く未来                                                           | V.A.『Thank You Disney』                                     |
| 2017年12月6日  | BLACK BEANZ                                                        | EXILE TAKAHIRO『All-The-Time Memories』                      |
| 2021年11月11日 | Precious Time                                                      | V.A.『SPEED 25th Anniversary TRIBUTE ALBUM "SPEED SPIRITS"』 |

### スタイルブック
- Amithing（2020年3月5日）

## タイアップ
| 曲名                        | タイアップ                                                           | 収録作品                                   |
| --------------------------- | -------------------------------------------------------------------- | ------------------------------------------ |
| ドレスを脱いだシンデレラ    | KOSE「ファシオ」CMソング                                             | 1stシングル「ドレスを脱いだシンデレラ」    |
| トライ・エヴリシング        | ディズニー映画『ズートピア』日本語版主題歌                           | 2ndシングル「トライ・エヴリシング」        |
| Lovefool -好きだって言って- | ブルボン「おいしいココナッツミルク」CMソング                         | 3rdシングル「Lovefool -好きだって言って-」 |
| Lovefool -好きだって言って- | Right-on「MOCOMOCO JEANS」CMソング                                   | 3rdシングル「Lovefool -好きだって言って-」 |
| JUMP!                       | 健栄製薬「手ピカジェルプラス」CMソング                               | 3rdシングル「Lovefool -好きだって言って-」 |
| JUMP!                       | 第32回東日本女子駅伝 大会応援ソング                                  | 3rdシングル「Lovefool -好きだって言って-」 |
| じゃあね                    | Right-on 「ダウンイロイロ篇」CMソング                                | 3rdシングル「Lovefool -好きだって言って-」 |
| はやく逢いたい              | 映画『ひるなかの流星』主題歌                                         | 4thシングル「はやく逢いたい」              |
| はやく逢いたい              | 第一興商「DAM CHANNEL LIVE 2017」告知CMソング                        | 4thシングル「はやく逢いたい」              |
| はやく逢いたい              | Samantha Vega×ひるなかの流星 コラボCM                                | 4thシングル「はやく逢いたい」              |
| Change my life              | サマンサタバサ「DREAM COLOR」TVCMソング                              | 4thシングル「はやく逢いたい」              |
| 君のとなり                  | AbemaTV『真夏のオオカミくんには騙されない』エンディングテーマ        | 5thシングル「君のとなり」                  |
| Re: Dream                   | 健栄製薬「手ピカジェル」CMソング                                     | 1stアルバム『Re: Dream』                   |
| アマハル                    | ブルボン「おいしいココナッツミルク」CMソング                         | 6thシングル「アマハル」                    |
| Wonderland                  | 映画『オズランド 笑顔の魔法おしえます。』主題歌                      | 7thシングル「Wonderland」                  |
| Wonderland                  | 美容・ヘルスケア分野向け求人サイト「リジョブ」CMソング               | 7thシングル「Wonderland」                  |
| Wonderland                  | ユニリーバ 「LUX Shine Plus」CMソング                                | 7thシングル「Wonderland」                  |
| NEXT                        | Netflixオリジナル映画『ネクスト ロボ』日本語吹替版エンディングソング | 7thシングル「Wonderland」                  |
| Good Goodbye                | 劇場版『えいがのおそ松さん』主題歌                                   | 配信シングル「Good Goodbye」               |
| 恋のつぼみ                  | 配信ドラマ『ブスの瞳に恋してる2019』主題歌                           | 配信シングル「恋のつぼみ」                 |
| Wonderful World             | 鴨川シーワールド公式テーマソング                                     | 配信シングル「Wonderful World」            |

## ライブ

### 単独
- 11月09日：北海道・Zepp Sapporo
- 11月17日：大阪・Zepp Namba
- 11月21日：東京・Zepp DiverCity TOKYO
- 11月28日：愛知・Zepp Nagoya
- 11月29日：福岡・福岡サンパレス

- 2023年9月21日：神奈川・ビルボードライブ横浜

### 合同
- E.G. POWER 2019 〜POWER to the DOME〜（2019年2月22日 - 5月25日）

### ファンクラブイベント
- Dream Ami FAN CLUB EVENT "Dream Ami × Little Twin Stars" in サンリオピューロランド（2019年10月12日 、12月15日） 台風19号による振替公演

## 出演

### テレビ番組
- 週刊EXILE（2012年 - 2014年、TBS） - MC[要出典]
- バイキング（2014年4月 - 2016年3月、フジテレビ）[45][46]
- BF会議（2014年10月 - 2015年3月、テレビ朝日） - MC[47]
- Good Time Music（2016年4月 - 2017年3月、TBS） - MC[48]
- 陸海空 地球征服するなんて（2017年4月 - 2019年3月、テレビ朝日）

### テレビドラマ
- ムッシュ! 第10話（2013年6月24日、CBC） - Ami 役[49]
- ひみつ×戦士 ファントミラージュ!（2020年4月 - 6月、テレビ東京） - ファントミクイーン アミーゴ 役[50]

### 声優
- ちびまる子ちゃん アニメ25周年記念〜旅は道連れ、苦あれば楽あり美味もありスペシャル（2015年1月25日、フジテレビ） - Ami 役[51]
- ズートピア 日本語版（2016年） - ガゼル 役[52]

### 短編映画
- CINEMA FIGHTERS 「色のない洋服店」（2018年1月）[53] - 中目由衣 役

### 舞台
- ミュージカル「#チャミ」（2021年9月）[54]
- ドラマティックレビュー「TARKIE THE STORY」（2022年2月） - 堀田なな 役[55]
- ミュージカル「ジキル&ハイド」（2023年3月 - 4月） - エマ・カルー 役[56]
  - ミュージカル「ジキル&ハイド」（2026年3月 - 4月〈予定〉）[57]
- 農業系Rock Musical「いただきます! 〜歌舞伎町伝説〜」（2025年2月 - 3月）[58]

### ラジオ
- 木下グループ Beautiful Harmony（2013年4月 - 2017年10月、FM802）[59]
- Dream AmiのHappy-Go-Lucky☆（2018年4月 - 2020年10月、JFN）[60][61]

### 配信番組
- DAM CHANNEL（2013年10月） - 月替わりMC[62]
  - DAM CHANNEL TV（2017年4月 - 2018年3月） - 14代目MC[63]
- 真夏のオオカミくんには騙されない（2017年7月 - 9月、AbemaTV） - MC[64]
  - 真冬のオオカミくんには騙されない（2018年1月 - 3月）[65]
  - 太陽とオオカミくんには騙されない（2018年7月 - 10月）[66]
  - 白雪とオオカミくんには騙されない（2019年1月 - 3月）[67][68]
  - オオカミちゃんには騙されない（2019年7月 - 9月）[69][70]
  - 月とオオカミちゃんには騙されない（2020年1月 - 3月）

### ランウェイ
- GirlsAward
  - GirlsAward 2012 AUTUMN/WINTER（2012年）[71]
  - GirlsAward 2018 SPRING/SUMMER（2018年）[72]
  - GirlsAward 2019 AUTUMN/WINTER（2019年）[73]
- 関西コレクション 2013 SPRING/SUMMER（2013年）[74]
- 東京ランウェイ 2014 SPRING/SUMMER（2014年）[75]

### CM
- バンダイ「カラオケランキンパーティ」（2015年）[76]
- ブルボン「おいしいココナッツミルク」（2016年 - ）[77]
- 健栄製薬「手ピカジェル」（2016年 - 2017年）

### 広告
- BRITA Japan「fill&go Active」（2018年）[78][79]
- リジョブ「リジョブ」（2018年）[37][38]
- ユニリーバ「LUX Shine Plus」（2018年）[39]
- Google Japan Googleアプリ「Discover（探す）」「写真でお店検索」（2018年）[80]
- 花王「メリット PYUAN」（2019年 -）[81][82][83]
- 大阪府 令和2年「秋の全国交通安全運動」（2020年）[84]

### ミュージックビデオ
- EXILE TAKAHIRO「BLACK BEANZ」（2017年）[26][27]

### その他
- サンリオ「Dream Ami × Little Twin Stars」（2019年）[85]
- サンリオピューロランド「PURO WHITE CHRISTMAS」アンバサダー（2019年）[86]
- 東京2020オリンピック聖火リレー 東京都聖火ランナー（2021年）[87]

## プロデュース
- ライフスタイルブランド「Vintry」（2023年）[14]

## 受賞
- 第17回ベストマザー賞2025 音楽部門（2025年）[88]